# 南市区
南市区（なんし-く）は中華人民共和国河北省保定市に位置していた市轄区。2015年に北市区と合併して蓮池区になった。

## 歴史
1962年8月、裕華区南部と興華区が合併し成立した。2015年4月、北市区と合併。

## 行政区画
- 街道:聯盟街道、紅星街道、裕華街道、永華街道、南関街道
- 郷:南大園郷、焦荘郷、楊荘郷、五堯郷